# Garrigoles
Garrigoles (spanisch Garrigolas) ist eine Gemeinde in der autonomen Region Katalonien in Spanien in der Provinz Girona mit 185 Einwohnern (Stand: 2024).  Neben dem Hauptort Garrigoles gehört die Ortschaft Les Olives zur Gemeinde.

## Lage
Garrigoles liegt etwa 22 Kilometer nordöstlich von Girona und etwa 100 Kilometer nordöstlich von Barcelona nahe der Costa Brava in einer Höhe von ca. 90 m. 

## Bevölkerungsentwicklung
| Jahr      | 1970 | 1981 | 1991 | 2001 | 2011 | 2021 |
| Einwohner | 207  | 154  | 151  | 157  | 162  | 172  |

## Sehenswürdigkeiten
- Saturninuskirche in Garrigoles
- Vinzenzkirche in Les Olives
- Rathaus

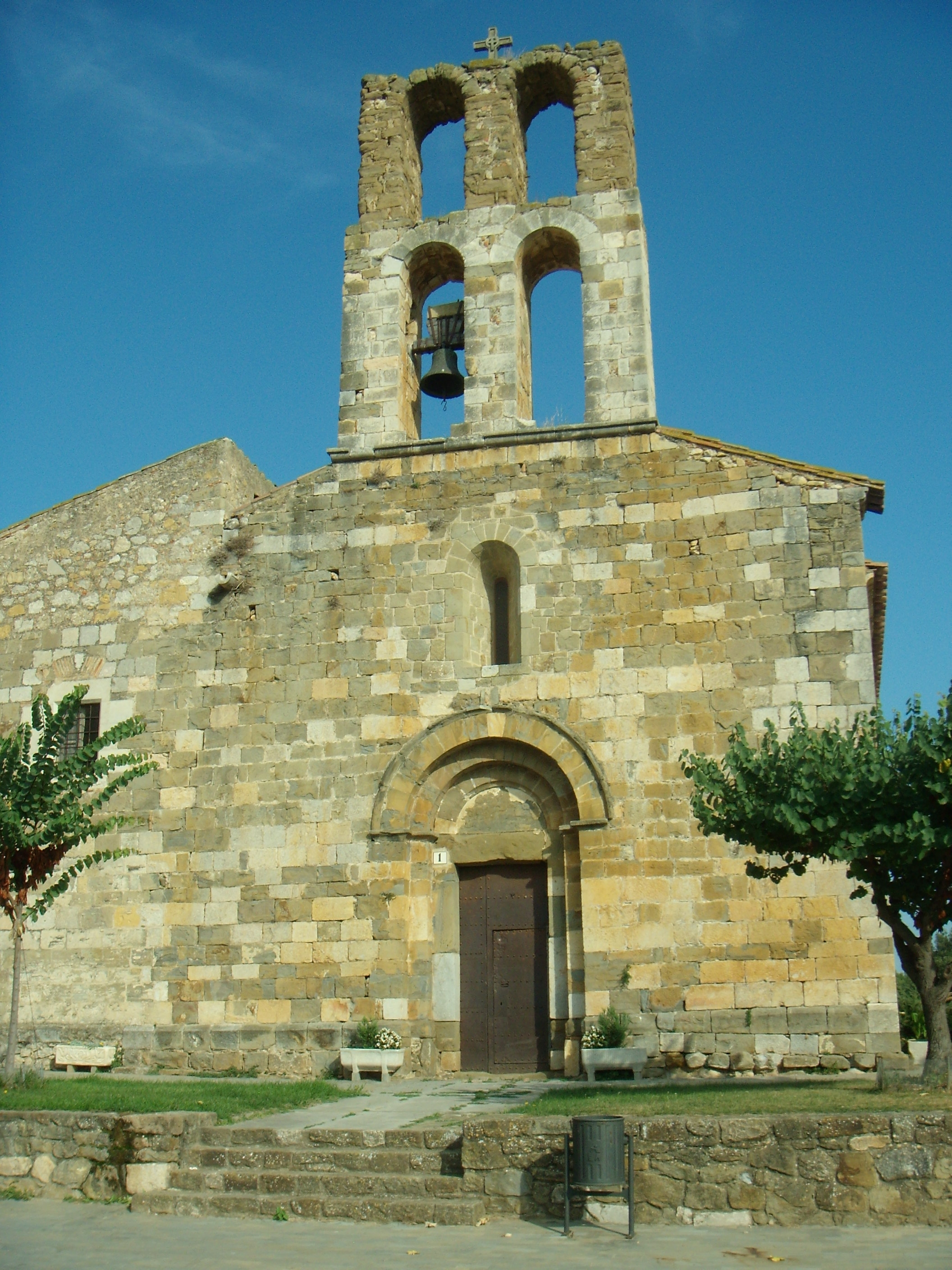
Saturninuskirche
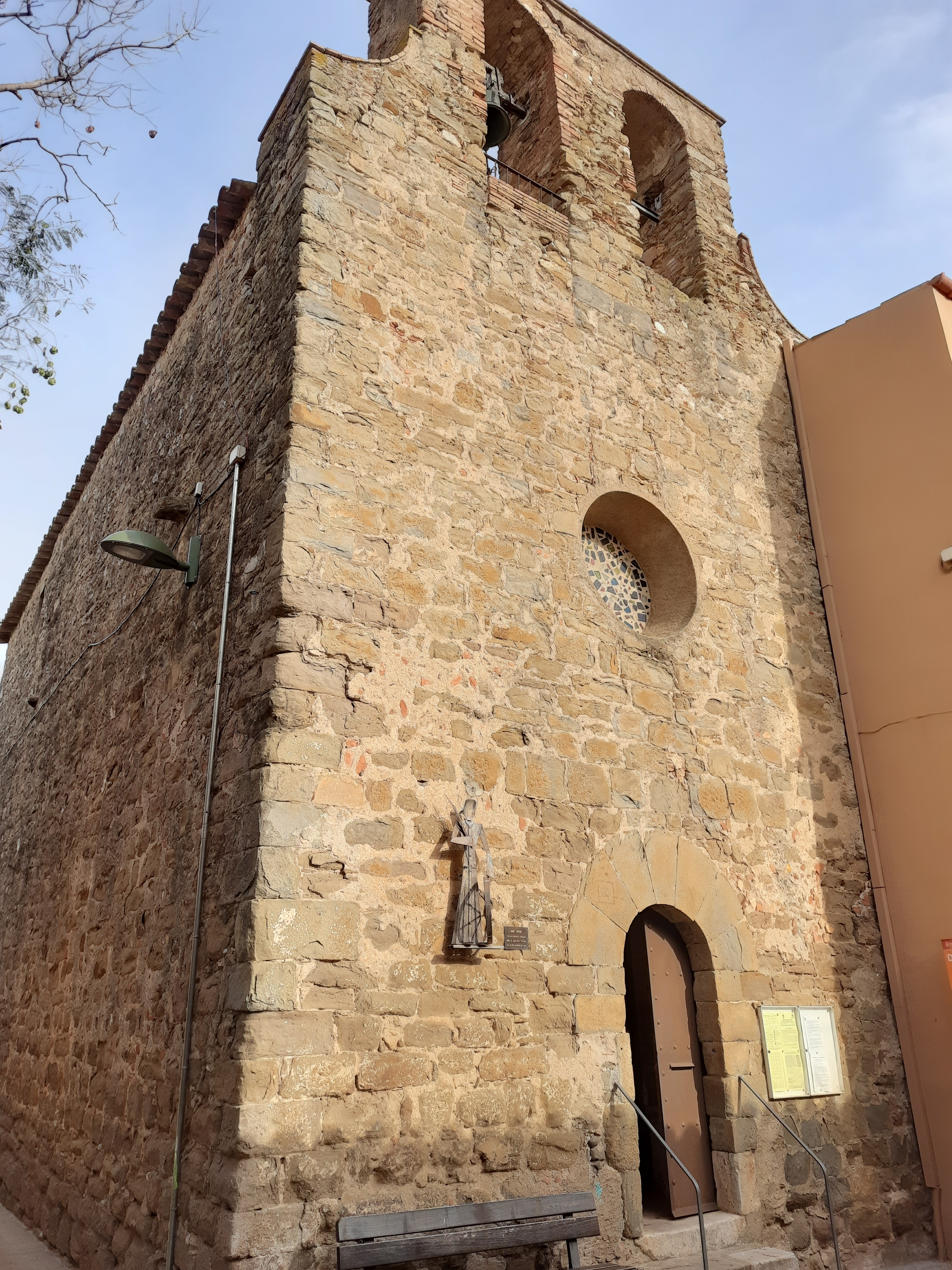
Vinzenzkirche
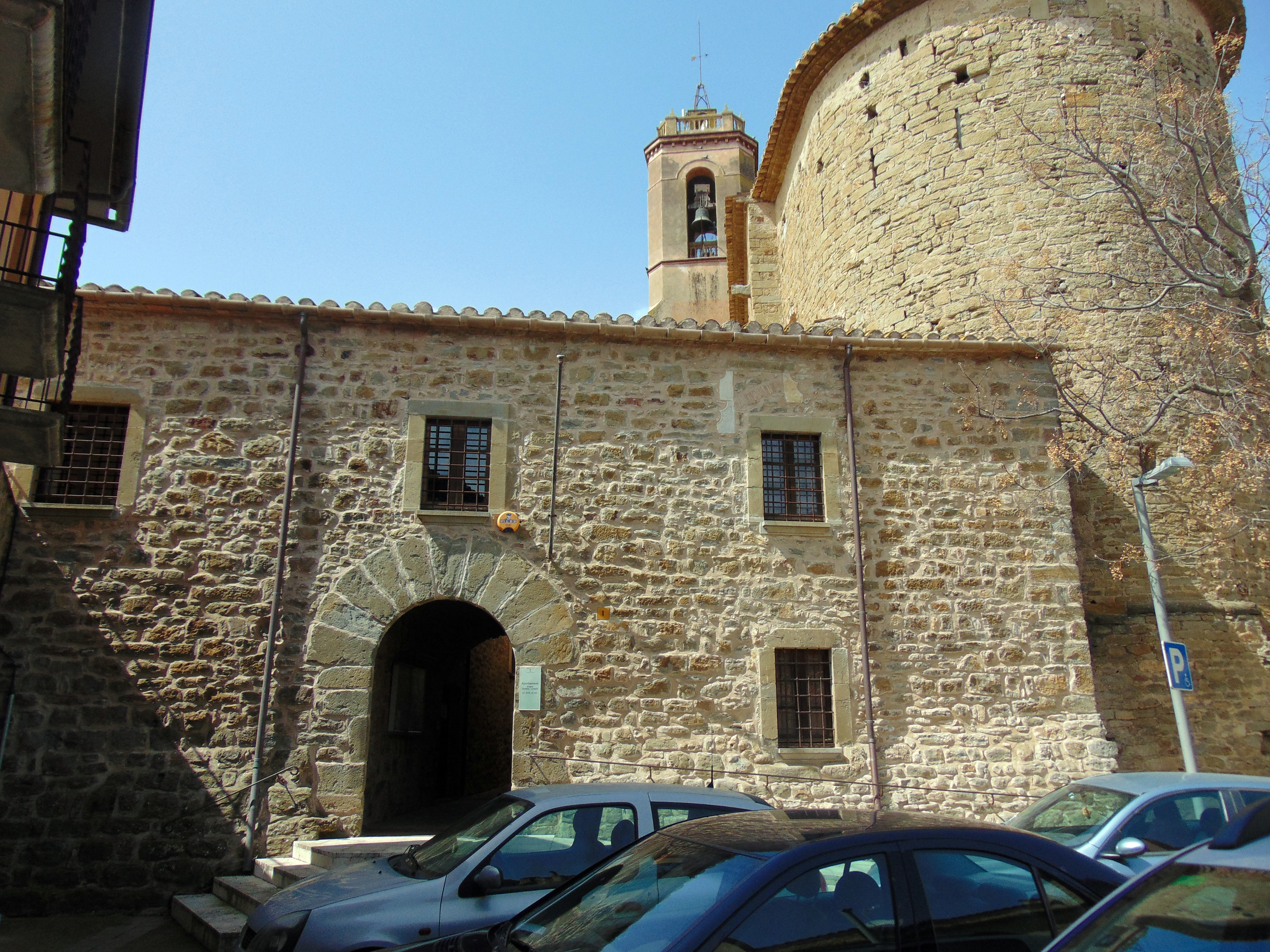
Rathaus